# شرکت راه‌آهن اوداکیو

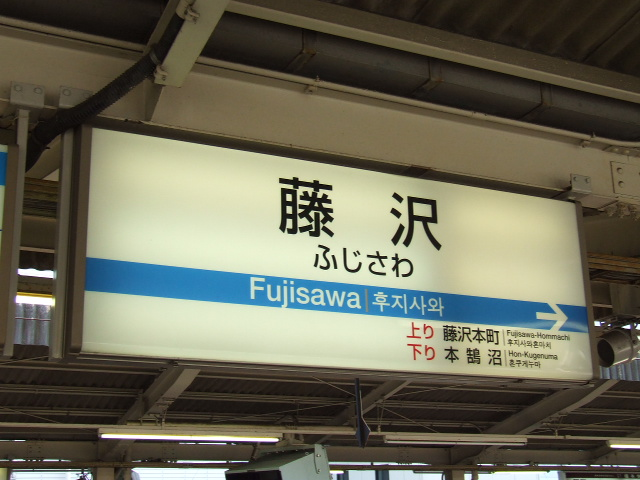
تابلوی راهنمای ایستگاه فوجی ساوا. تابلوهای راهنمای ایستگاه‌های اُوداکیو به خط ژاپنی (کانجی و هیراگانا)، انگلیسی و کره‌ای نوشته شده‌است.

شرکت راه‌آهن اُوداکیو (به ژاپنی: 小田急電鉄株式会社) یک شرکت راه آهن خصوصی در ژاپن است. حوزهٔ فعالیت خطوط راه‌آهن این شرکت در توکیو و استان کاناگاوا می‌باشد. این شرکت در سال ۱۹۲۳میلادی تأسیس شده‌است.

## خطوط اوداکیو
- خط اوداکیو-اوداوارا (مابین شینجوکو و اُوداوارا)
- خط اوداکیو-انوشیما (مابین ساگامیهارااونو و کاتاسِه اِنُوشیما)
- خط اوداکیو-تاما (مابین شین-یوریگااوکا و کاراکیدا)

نقشهٔ مسیرهای خطوط راه‌آهن اُوداکیو. مسیر بلند وسط نشاندهندهٔ ایستگاه‌های خط اوداکیو-اوداوارا (۴۷ ایستگاه) و مسیر بالا نشاندهندهٔ ایستگاه‌های خط اوداکیو-انوشیما و مسیر پایین نشاندهندهٔ ایستگاه‌های خط اوداکیو-تاما می‌باشد. سمت چپ تصویر نام ایستگاه شینجوکو که ایستگاه ترمینال می باشد، نوشته شده‌است.

## انواع قطارهای تندروی اوداکیو

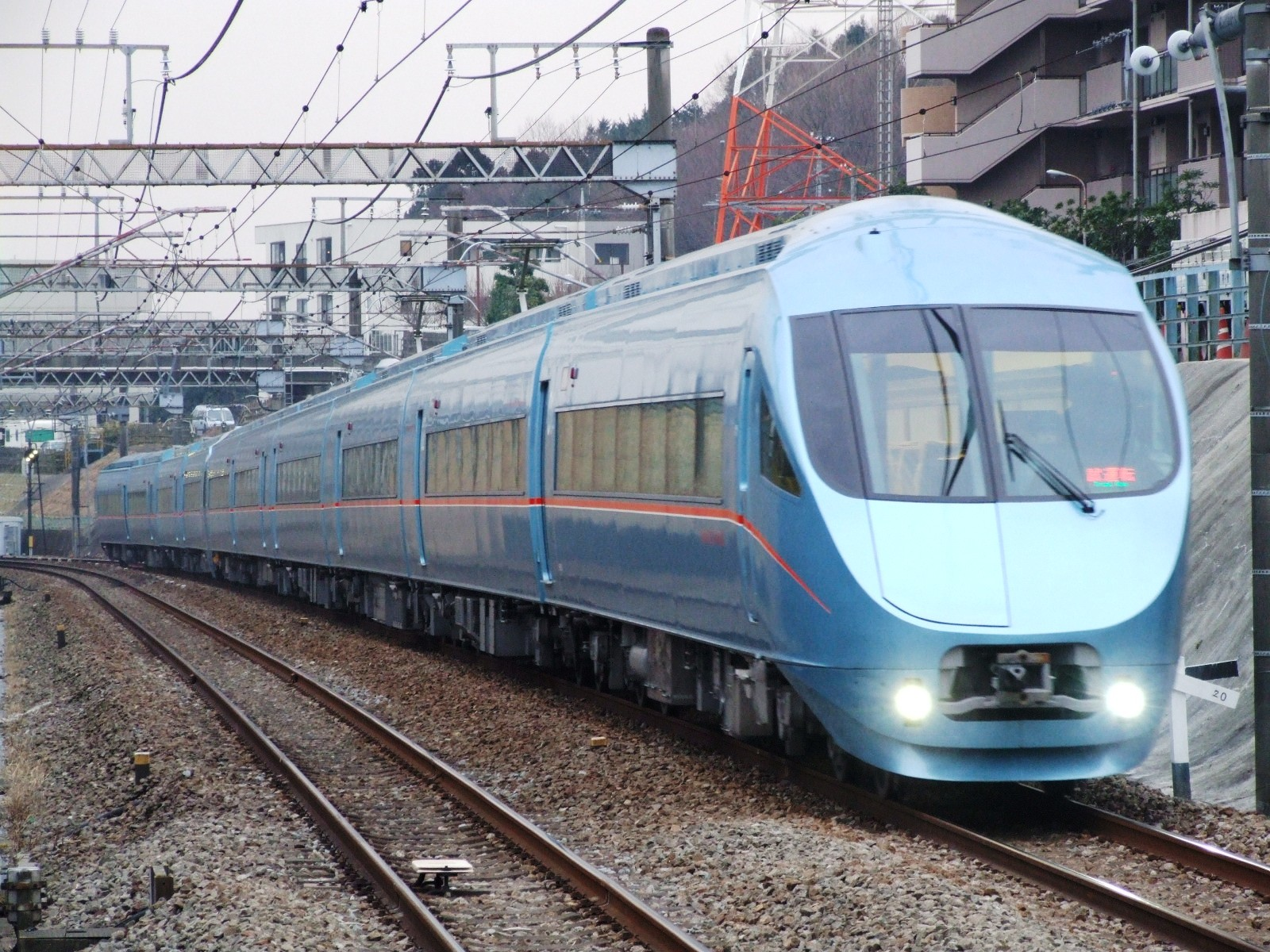
مدل 60000「MSE」
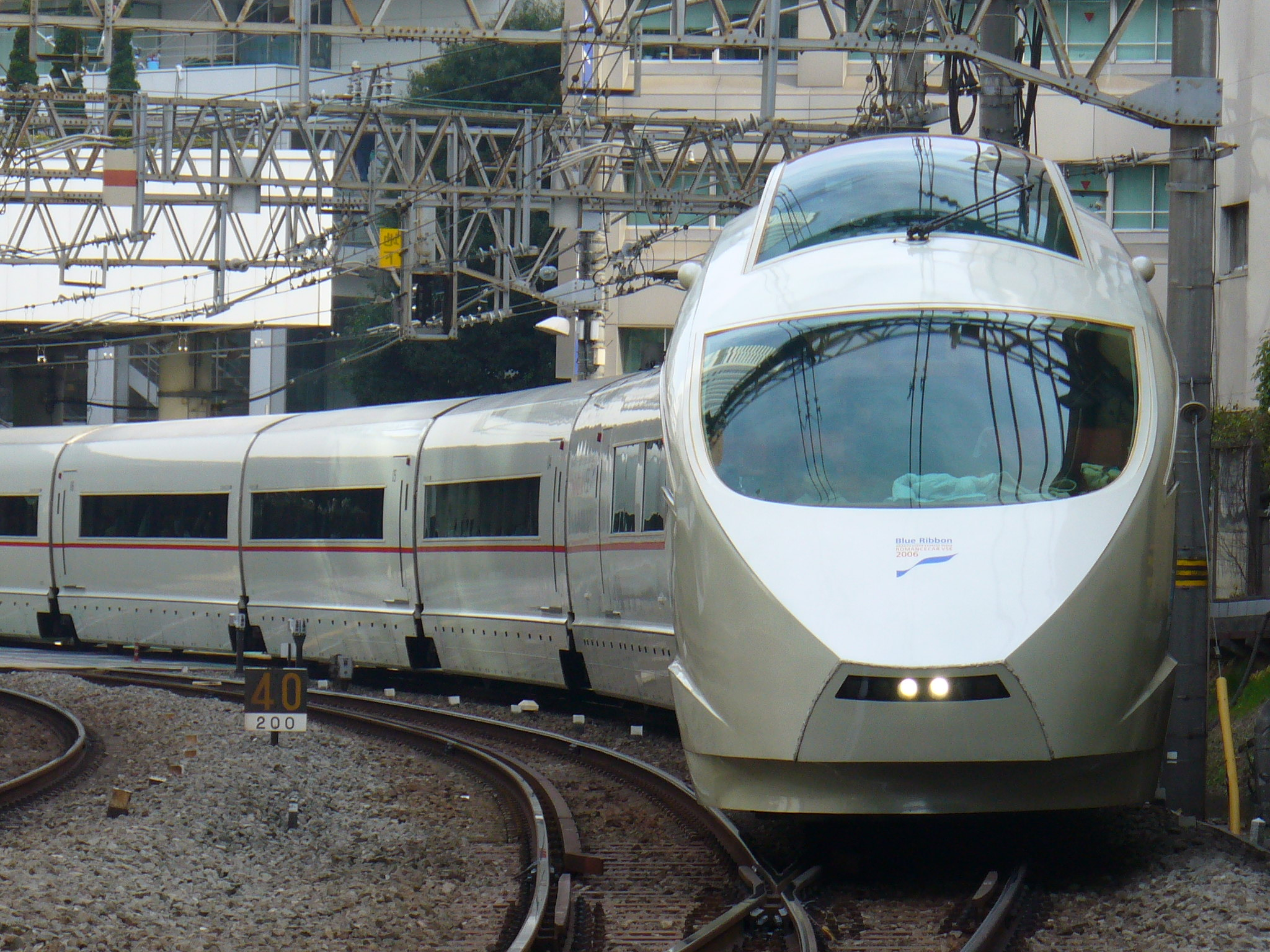
مدل 50000「VSE」
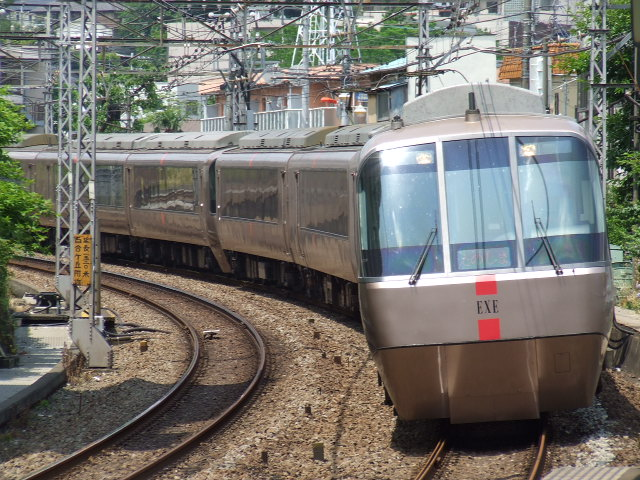
مدل 30000「EXE」
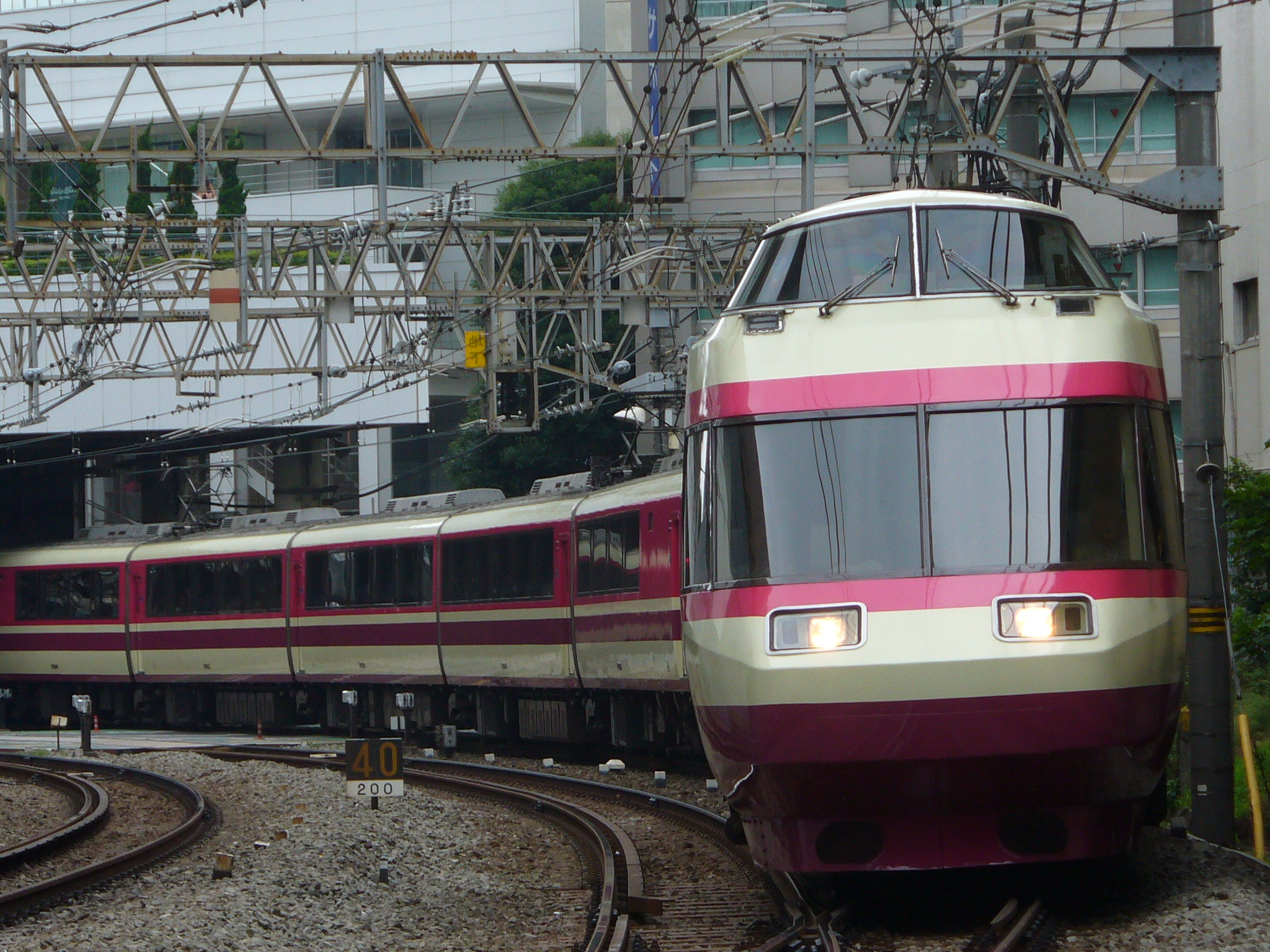
مدل 10000「HiSE」
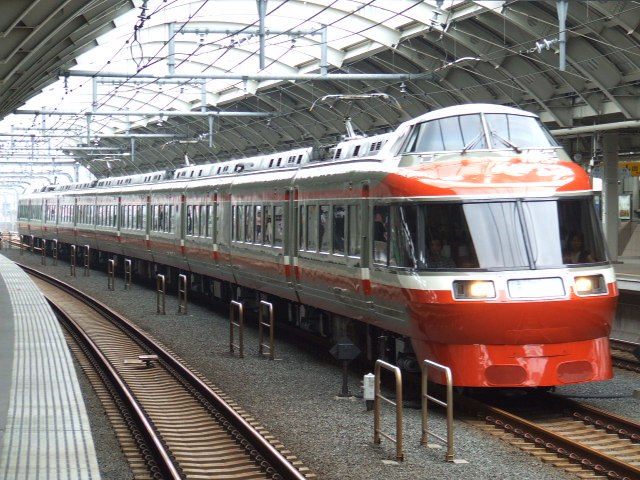
مدل 7000「LSE」

## انواع قطارهای معمولی اوداکیو

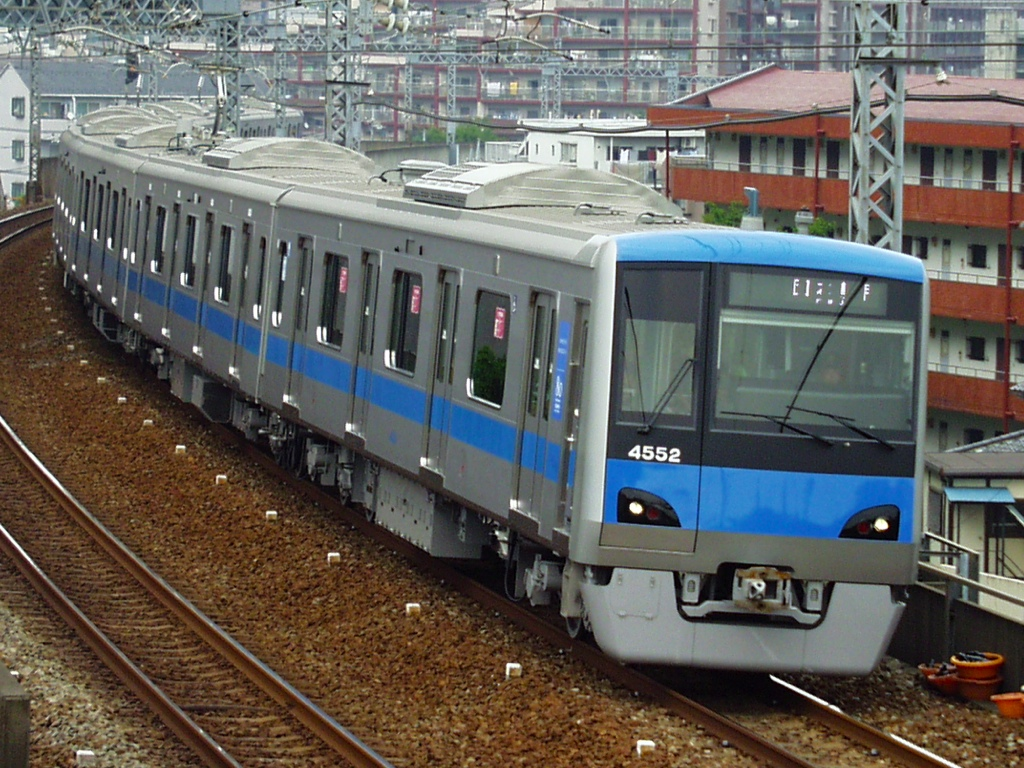
مدل 4000
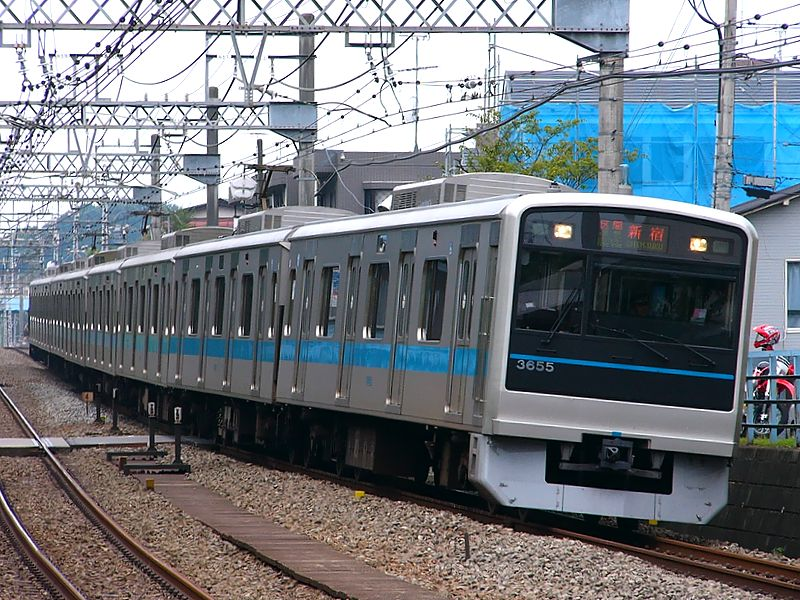
مدل 3000
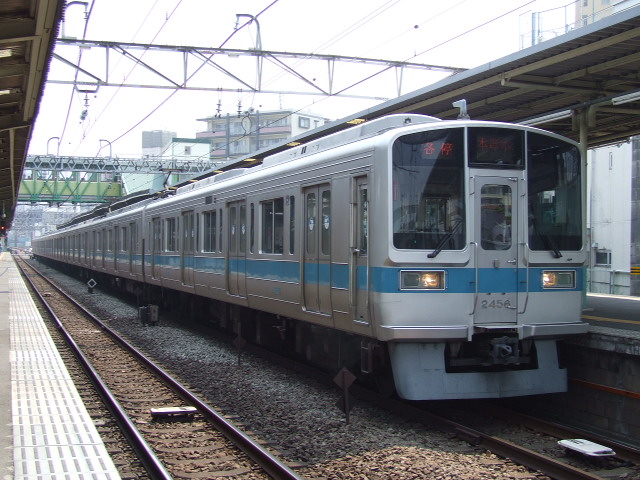
مدل 2000
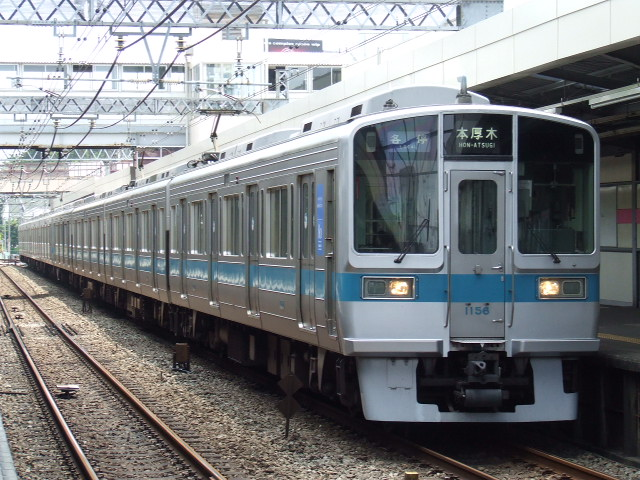
مدل 1000
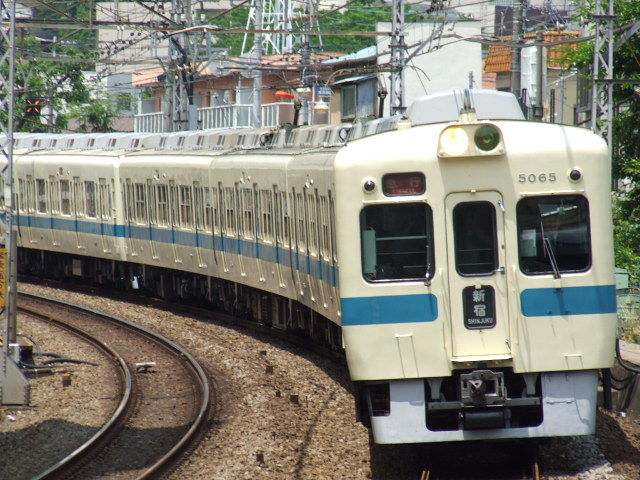
مدل 5200 مدل 5000